# 耀州区
耀州区（ようしゅう-く）は中華人民共和国陝西省銅川市に位置する市轄区。

## 歴史
前155年、前漢により設置された祋祤県を前身とする。220年（黄初元年）、三国時代の魏により祋祤県は泥陽県に編入された。446年（太平真君7年）、北魏により泥陽県は富平県に編入された。500年（景明元年）、泥陽県は再設置された。586年（開皇6年）、隋により泥陽県は華原県と改称された。904年（天祐元年）、唐の岐王李茂貞により華原県に茂州が設置された。906年（天祐3年）、茂州は耀州と改称された。1264年（至元元年）、元により華原県は耀州に編入された。1913年、中華民国により耀州は廃止され、耀県と改められた。1980年、耀県は銅川市の管轄県となった。2002年6月18日に耀県は市轄区の耀州区に改編され現在に至る。

## 行政区画
- 街道:永安路街道、天宝路街道、咸豊路街道、正陽路街道、錦陽路街道、坡頭街道
- 鎮:董家河鎮、廟湾鎮、瑤曲鎮、照金鎮、小丘鎮、孫塬鎮、関荘鎮、石柱鎮

## 出身者
- 范寛 - 画家。